# Động vật ăn đất

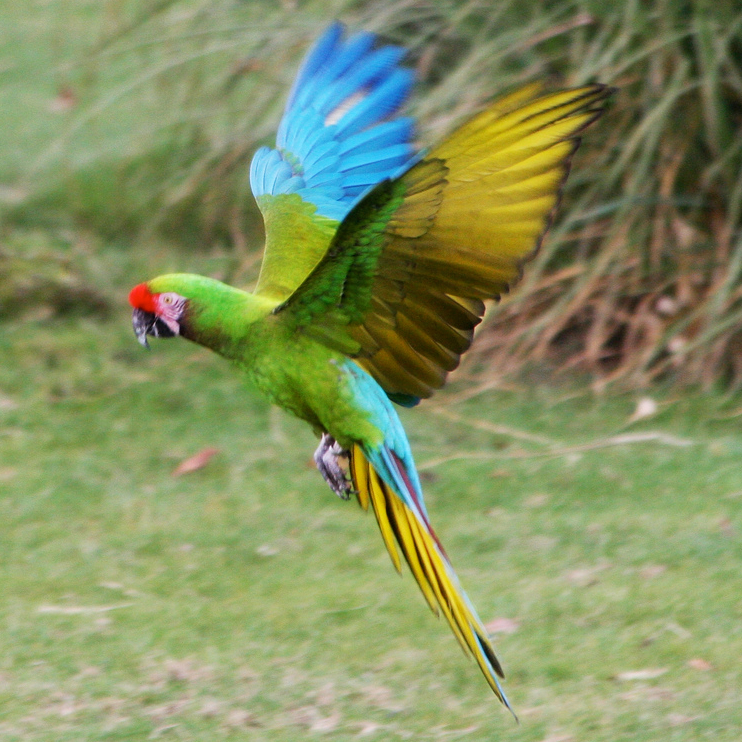
Một con vẹt Macaw

Động vật ăn đất (Geophagia) hay còn gọi là động vật ăn sỏi là hành vi ăn uống của động vật trong đó chúng có biểu hiện việc tiêu thụ các loại đất, đá hay sỏi. Hành vi này được lý giải trong giới động vật là một dạng động vật tự chữa bệnh, cũng như góp phần hỗ trợ cho dạ dày co bóp thức ăn ở một số loài điểu cầm, chẳng hạn như gà. Đất sét từng được phát hiện có khả năng hấp thu vi khuẩn và làm dịu chứng tiêu chảy ở heo vòi, voi rừng và khỉ đột sống trên núi. 

## Biểu hiện
Một số loại thực phẩm loài vẹt đuôi dài ăn trong tự nhiên có chứa chất độc hại mà chúng có thể tiêu hóa. Người ta cho rằng vẹt đuôi dài ở lưu vực sông Amazon ăn đất sét từ bờ sông, để trung hòa các chất độc này. Trong hàng trăm con vẹt đuôi dài và vẹt khác ở phía tây Amazon xuống đến bờ sông tiếp xúc với tiêu thụ đất sét hầu như hàng ngày ngoại trừ những ngày mưa.
Những con gà khi lớn chúng thường có thỏi quen mổ và ăn một số hạt sỏi vào trong mề gà, điều này giúp chúng hỗ trợ trong việc tiêu hóa, các hạt sỏi sẽ giúp mề gà có thể nghiền nát các loại thức ăn cứng, đặc biệt như các dạng hạt.
Những con vẹt đuôi dài đỏ và xanh ăn cao lanh (đất sét trắng để làm đồ gốm, sứ) để giải quyết những vấn đề tiêu hóa. Hành động này được coi là một chiến lược "khử độc". Chế độ ăn của vẹt đuôi dài vùng Amazon chủ yếu gồm các hạt, nên chúng có thể ngốn ngấu cả các quả nhỏ hoặc những thứ độc hại khác giống hạt, nhiều con vẹt đuôi dài liếm đất sét dưới đáy sông để có được các khoáng chất khử độc và chống lại các hợp chất tannin cũng như alkaloid vị đắng, tồn tại trong nhiều loại hạt này. 